# Biblioteca centrale di Liverpool
La biblioteca centrale di Liverpool (Liverpool Central Library) è la più grande tra le 24 biblioteche della città inglese, ed è situata nel centro storico.

## Edifici
La biblioteca ha sede in diversi edifici storici adiacenti a William Brown Street. Il primo padiglione della biblioteca fu il William Brown Library and Museum (biblioteca e museo William Brown), che venne completato nel 1860 e che è da sempre condiviso con il museo della città, oggi chiamato World Museum Liverpool. La biblioteca venne poi ampliata grazie alla realizzazione nel 1879 della sala di lettura Picton (che prende nome da James Picton, presidente della biblioteca nel 1879), ampliata successivamente nel 1906 con un nuovo edificio. Questi tre edifici sono monumenti classificati del Regno Unito e sono costruiti in uno stile che richiama le caratteristiche degli edifici circostanti.

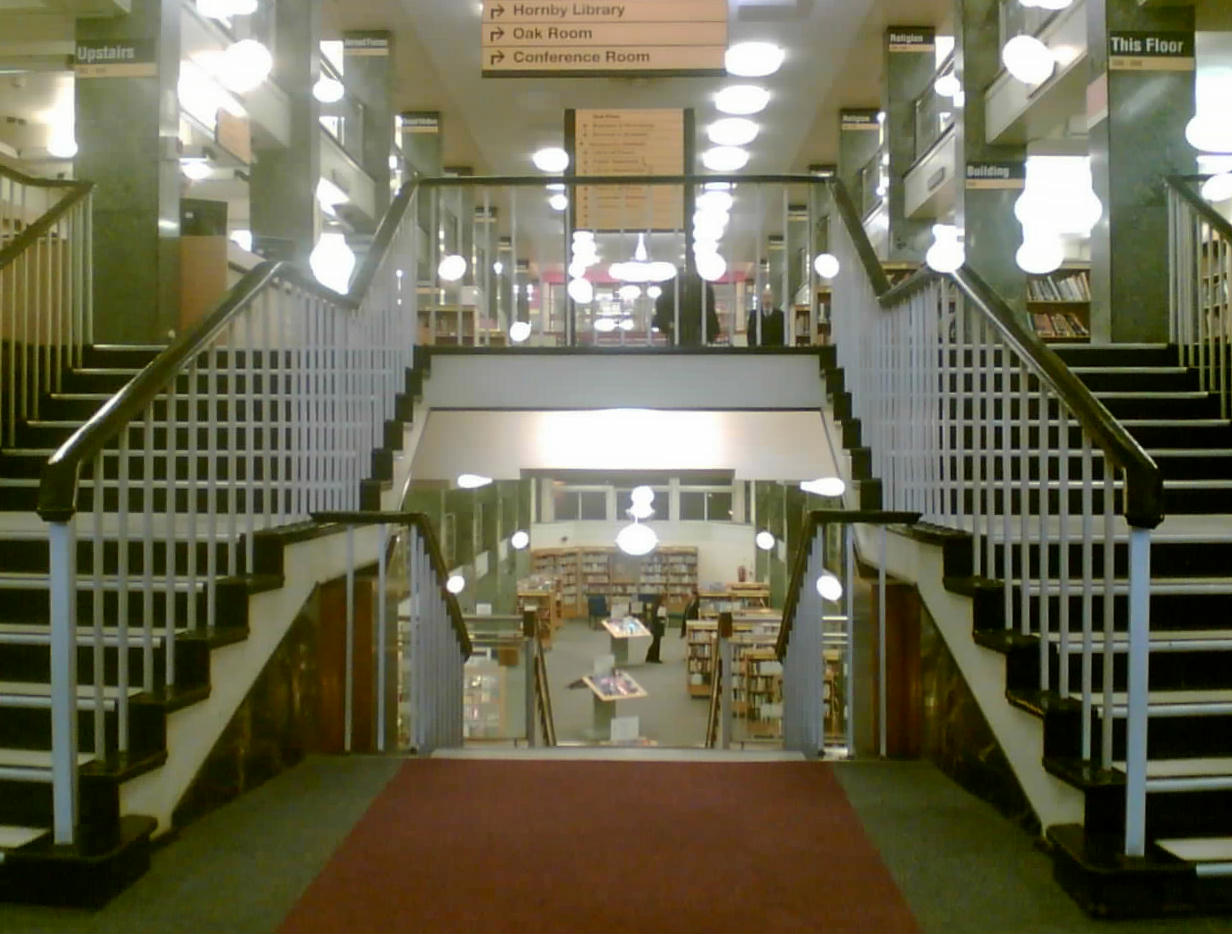
Interno della biblioteca centrale di Liverpool.